# Братилешти (Бузау)
Братилешти (рум. Brătilești) насеље је у Румунији у округу Бузау у општини Браешти. Oпштина се налази на надморској висини од 757 m.

## Становништво
Према подацима из 2002. године у насељу је живело 451 становника, од којих су сви румунске националности.